# 坎迪斯·欧文斯
坎迪斯·安伯·欧文斯·法默（英語：Candace Amber Owens Farmer，1989年4月29日—）为美国保守派作家、脱口秀节目主持人、政治评论员以及制片人。尽管她早期经常发文批评特朗普以及共和党人，但她后来却以支持特朗普并反对民主党及黑命贵的立场著称。她于2017年至2019年间担任保守派倡议组织美国转折点的传媒总监。欧文斯后来于2021年加入每日电讯传媒公司，并担任政治脱口秀节目坎迪斯的主持人。
欧文斯多次声称白人至上主义和白人民族主义的影响被夸大了，和美国黑人面临的其他问题相比，这些问题可谓不值一提。在COVID-19疫情期间，欧文斯曾多次表达其反封控与反疫苗观点。欧文斯经常通过社交媒体与电视节目抛头露面，但时常因传播阴谋论而广受批评。

## 早年生活与教育
欧文斯在她全部四名兄弟姐妹中排行第三。父母离婚后，欧文斯与其兄弟姐妹在位于康涅狄格州斯坦福 (康涅狄格州)的祖父祖母家中住过一段时间。她在那里从11岁一直居住至12岁。根据欧文斯自己的说法，她的祖父罗伯特·欧文斯为出生于北卡罗莱纳州的非裔美国人。她的祖母则来自美屬維爾京群島圣托马斯岛，这使得欧文斯具有加勒比血统。欧文斯本人毕业于斯坦福高中。